# Heteropsontus americanus
Heteropsontus americanus är en insektsart som först beskrevs av Filippo Silvestri 1911.  Heteropsontus americanus ingår i släktet Heteropsontus och familjen klippborstsvansar. Inga underarter finns listade i Catalogue of Life.